# LesArt – Fränkische Literaturtage
LesArt – Fränkische Literaturtage ist ein von den mittelfränkischen Städten Ansbach, Lauf an der Pegnitz und Schwabach gemeinsam veranstaltetes Literaturfestival. Die Stadt Fürth war bis 2010 Mitveranstalter.
Es findet seit 1996 jährlich Anfang November statt und erreicht etwa 9000 Besucher pro Jahr. Verschiedene Autoren aus dem In- und Ausland stellen auf den Veranstaltungen ihre aktuellen Werke vor.